# Hugo Uhl
Hugo Uhl (* 19. September 1918; † 21. März 1999) war Steinmetz und Bildhauer in Frankfurt am Main.
Nach Abschluss einer kaufmännischen Ausbildung erlernte Hugo Uhl das Holzbildhauerhandwerk und legte 1955 die Meisterprüfung ab. In einer kleinen Werkstatt in Heddernheim begann er, neben Arbeiten im kirchlichen Bereich, Spielgeräte aus Holz zu entwickeln. Diese wurden zum Markenzeichen der Firma Uhl.

## Bekannte Arbeiten
- Mutter und Kind (1967)
- Schwatzende Hausfrauen (1967)
- Ein beschwingter Wandersmann (1967)
- Abstreichende Wildgänse (1967)
- Springende Fische (1967)
- Wasserspiele Scherwald

Die Kunstwerke sind in verschiedenen Straßen und Parks Frankfurts zu sehen.